# جواو فيغيريدو
جواو باتيستا دي أوليفيرا فيغيريدو (بالبرتغالية: João Figueiredo‏) كان زعيماً عسكرياً وسياسياً برازيلياً، شغل منصب رئيس البرازيل للفترة 15 مارس 1979 إلى 15 مارس 1985. وكان رئيس جهاز الخدمة السرية (SNI) خلال فترة سلفه إرنستو جيزل. وقد اختار الجنرال إرنستو جيزل، وهو قائد الجيش السابق، فيغيريدو ليكون رئيسا للبرازيل. تابع فيغيريدو عملية تثبيت الديمقراطية التي بدأها جيزل وأصدر مرسوم العفو. واجه أزمة اقتصادية حادة، ففقد فيغيريدو شعبيته. تعرض لازمة قلبية في عام 1981.
كان البرازيليون لا يسمح لهم بالتصويت لمنصب الرئيس منذ عام 1964، لكن بحلول عام 1983 بدأوا يتظاهرون للمطالبة بعودة الديمقراطية. وكان فيغيريدو ضد هذه الرغبة في عام 1984، ورفض مجلس النواب العودة للانتخابات المباشرة. لكن فازت المعارضة برئاسة تانكريدو نيفيس، وانتخب لمنصب الرئيس في مجلس النواب. تقاعد فيغيريدو بعد انتهاء فترة ولايته، وتوفي في عام 1999.

## سيرته الذاتية
جواو بابتيستا دي أوليفيرا فيغيريدو هو ابن الجنرال إيكليدس فيغيريدو، الذي نُفي لمحاولته الإطاحة بنظام إستادو نوفو في جيتوليو فارجاس في عام 1938. كان اثنان من إخوته جنرالات أيضًا. يمكن أن ترجع أصول العائلة في البرازيل إلى خمسينيات القرن السادس عشر، بعد أن وصلت من برسلش في شمال البرتغال التي امتلكت العديد من العبيد ومزارع السكر. بعد الدراسة في المدارس العسكرية في بورتو أليغري وريالينغو، تمت ترقية فيغيريدو إلى رتبة نقيب (عام 1944)، ثم إلى رتبة رائد (عام 1952). شغل منصب الملحق العسكري البرازيلي في الباراغواي بين عامي (1955-1957) وعمل في الخدمة السرية لهيئة الأركان العامة للجيش في عامي (1959-1960). في عام 1961، نُقل إلى مجلس الأمن القومي. أثناء التدريس في كلية القيادة العامة للجيش بين عامي (1961-1964)، تمت ترقيته إلى رتبة عقيد وعُيّن رئيس القسم في دائرة المعلومات الوطنية. في عام 1966، تولى فيغيريدو قيادة قوة الدفاع العام في ساو باولو. في عامي 1967-1969، قاد فوجًا عسكريًا في ريو دي جانيرو وتمت ترقيته إلى رتبة جنرال. عندما تولى الجنرال إميليو غاراستازو ميديسي الرئاسة، عُّين فيغيريدو رئيسًا للأركان العسكرية (30 أكتوبر عام 1969 - 15 مارس عام 1974).
في عام 1974 تولى قيادة جهاز المخابرات الوطني البرازيلي (15 مارس عام 1974 - 14 يونيو عام 1978)، وهي وكالة أمن داخلي برازيلية. قام فيغيريدو، الذي اختاره الرئيس إرنستو جيزل خلفًا له، بحملة قوية، على الرغم من أنه لا يمكن هزيمته؛ تم انتخاب الرئيس من قِبَل هيئة تشريعية يهيمن عليها حزب تحالف التجديد الوطني الموالي للجيش. مثلما هو متوقع، فاز فيغيرويدو بسهولة على مرشح المعارضة الاسمي، الجنرال مونتيرو.
بصفته الرئيس، واصل فيغيريدو عملية أبيرتورا (إرساء الديمقراطية) التي بدأت في عام 1974. تم إصدار قانون عفو، بتوقيع من فيغيريدو في 28 أغسطس عام 1979، عن المدانين بجرائم «سياسية أو ذات صلة» بين عامي 1961 و 1978. في أوائل الثمانينيات، لم يعد النظام العسكري قادرًا على الحفاظ بشكل فعال على نظام الحزبين الذي تم إنشاؤه في عام 1966. قامت إدارة فيغيريدو بحلّ حزب التحالف الوطني للتجديد (إيه آر إي إن إيه) الذي تسيطر عليه الحكومة وسمحت بتشكيل أحزاب جديدة. في عام 1981، سنّ الكونغرس قانونًا لاستعادة الانتخابات المباشرة لحكام الولايات. جلبت الانتخابات العامة لعام 1982 الفوز لخليفة حزب التحالف الوطني والحزب الاجتماعي الديمقراطي الموالي للحكومة (43.22٪ من الأصوات)، وأيضًا لحزب الحركة الديمقراطية البرازيلية المعارض (42.96٪).
فازت المعارضة بمنصب الحاكم لثلاث ولايات رئيسية هي ساو باولو وريو دي جانيرو وميناس جرايس. على الرغم من ذلك، فقد طغت المشاكل الاقتصادية على التطورات السياسية. مع ازدياد نسبة التضخم والبطالة، وصلت قيمة الدين الخارجي إلى أبعاد هائلة، ما جعل البرازيل أكبر مدينة في العالم مدينة بنحو 90 مليار دولار أمريكي للمقرضين الدوليين. لم يُبدي برنامج التقشف الذي فرضته الحكومة أي علامات على انتعاش الاقتصاد البرازيلي حتى نهاية ولاية فيغيريدو. أصيب الرئيس بنوبة قلبية إلى جانب عدة إصابات جراء ركوب الخيل وأخذ إجازتين مطولتين للعلاج الصحي في عامي 1981 و 1983، لكن نائب الرئيس المدني أوريليانو تشافيس لم يتمتع بسلطة سياسية كبرى. كافحت المعارضة بقوة لتمرير تعديل دستوري من شأنه أن يسمح بإجراء انتخابات رئاسية شعبية مباشرة في نوفمبر من عام 1984، لكن تم رفض الاقتراح من قِبَل الكونغرس. عُيّن تانكريدو نيفيس خلفًا مرشحًا عن المعارضة بعد إجراء انتخابات للرئيس الجديد في الكونغرس. لم يعد فيغيريدو إلى السياسة وعاش بعيدًا عن أنظار الجمهور حتى توفي في 24 ديسمبر عام 1999. بعد وفاته، أعلن الرئيس فيرنارد أنريك كاردوسو الحداد لمدة ثلاثة أيام.

## روابط خارجية
- جواو فيغيريدو على موقع الموسوعة البريطانية (الإنجليزية)
- جواو فيغيريدو على موقع مونزينجر (الألمانية)